# Francisco Toledo
Pour les articles homonymes, voir Toledo.
Francisco  Benjamin Lopez Toledo (né le 17 juillet 1940 à Juchitán (Oaxaca, Mexique) et mort le 5 septembre 2019 à Oaxaca de Juárez) est un peintre et sculpteur mexicain.

## Biographie
À l'âge de 17 ans, Francisco Toledo commence à étudier l'art à Mexico où il parvient, deux ans plus tard, à monter ses premières expositions, avant de se rendre à Paris. Il expose au début des années 1960 à la galerie Daniel Gervis ; l'écrivain Henry Miller exprime la plus grande admiration pour cet artiste.
Il retourne au Mexique en 1965. Artiste engagé, il fonde la Casa de la Cultura à Juchitan en 1972, puis l’Instituto de Artes graficas de Oaxaca en 1989, suivi du Museo de Arte contemporaneo de la même ville.
Il est reconnu en Europe en tant qu'artiste singulier.

### Famille
Sa fille Natalia Toledo, née en 1968, est une poétesse mexicaine.

## Œuvre
Francisco Toledo s'inspire de la culture précolombienne, et la revisite avec modernité. Il a su croiser les traditions artistiques de l'Europe de l'Ouest avec celles de son pays natal.
Outre des peintures et des sculptures, il a produit des estampes sous la forme d'eaux-fortes et de lithographies,.

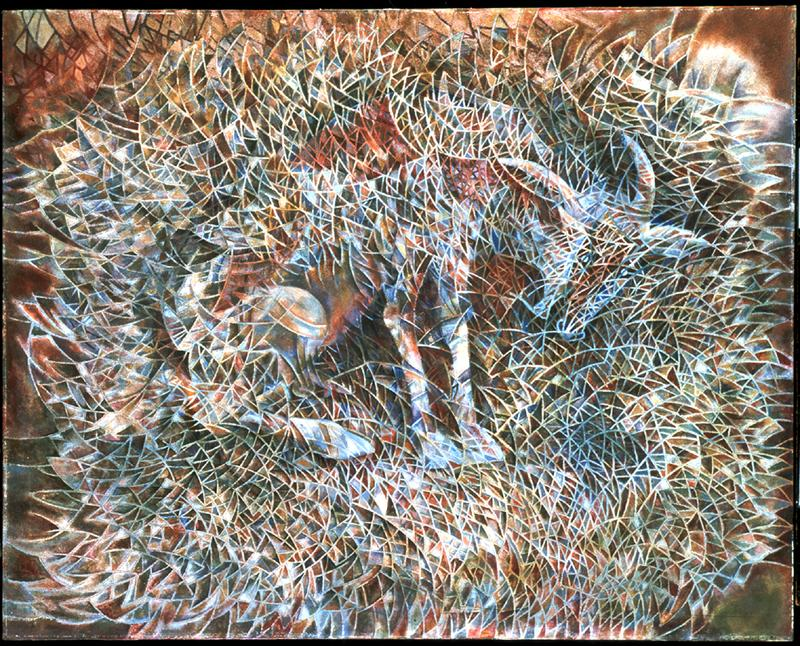
Chivo (chèvre), peinture.
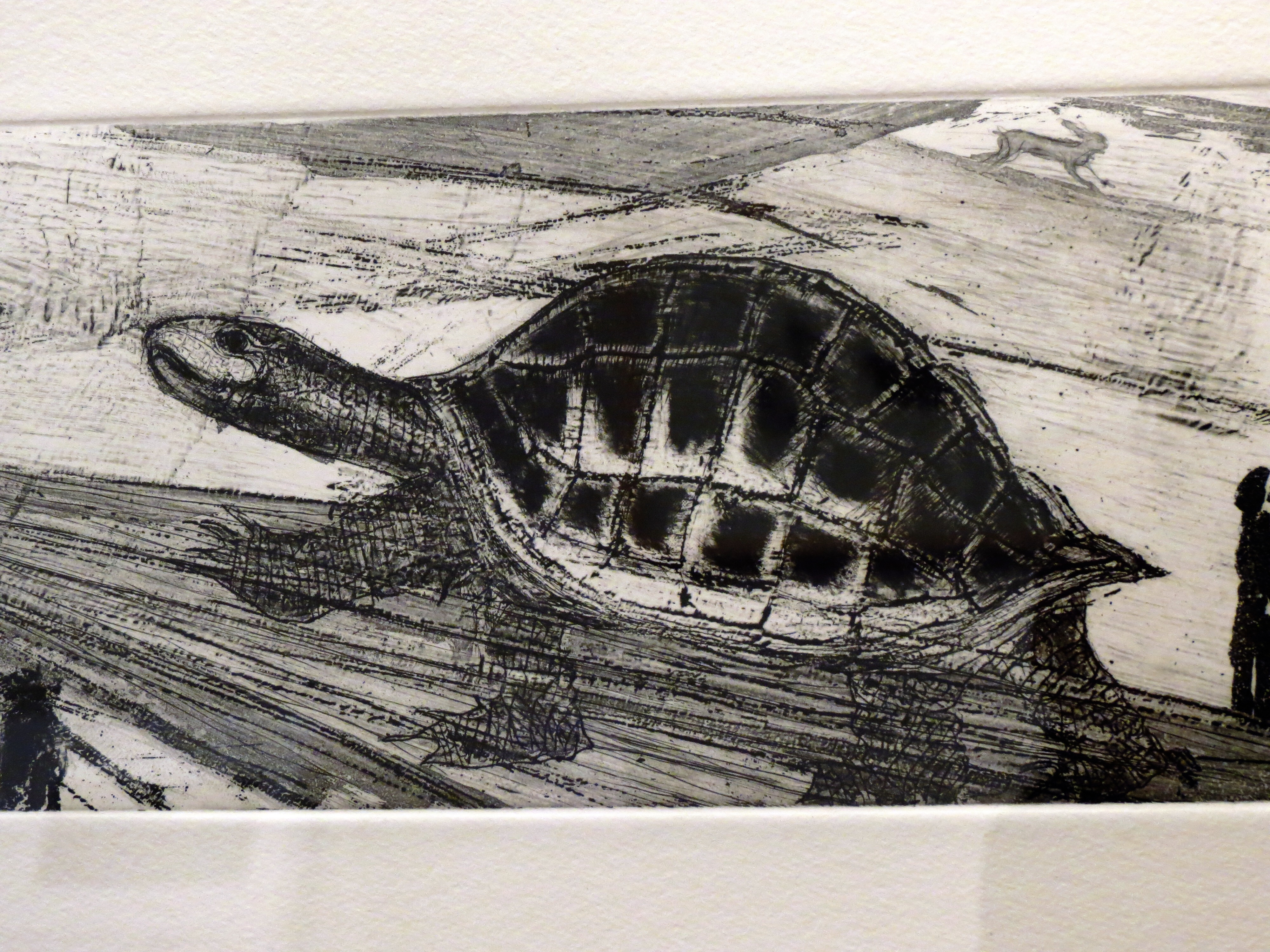
Tortuga (tortue), gravure.
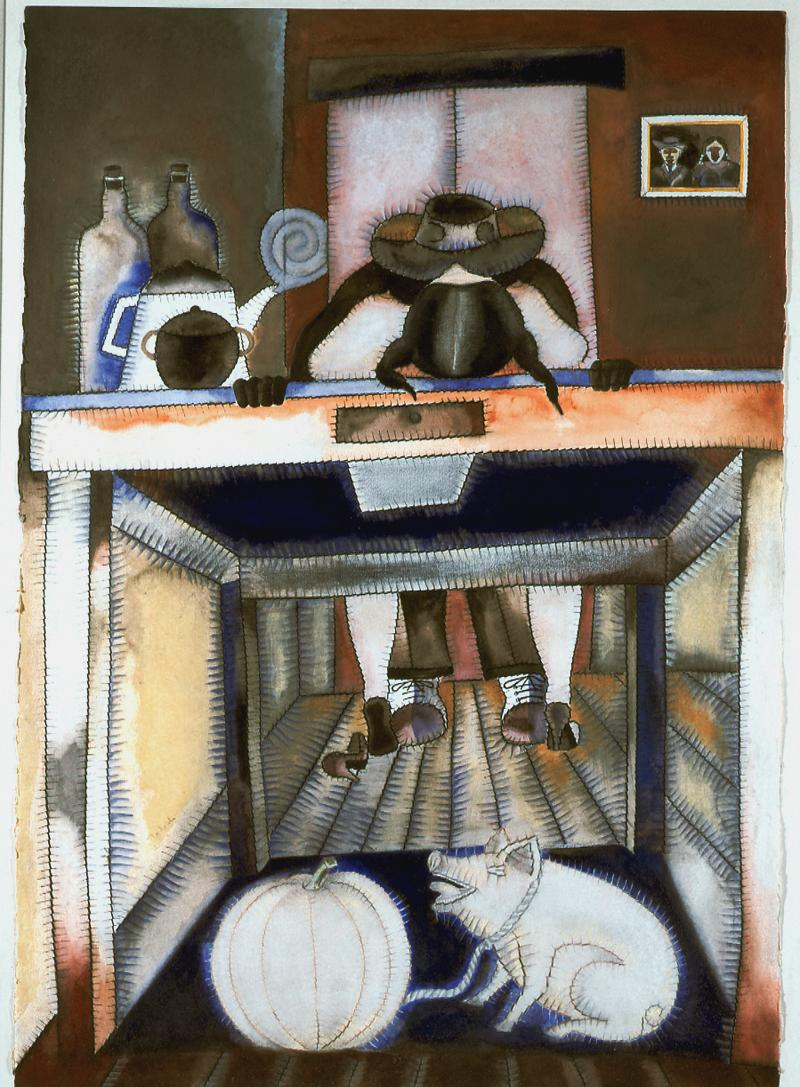
La mesa (la table), peinture.

## Distinctions
- 1998 : Premio Nacional de Ciencias y Artes
- 2000 : prix du Prince Claus
- 2005 : Right Livelihood Award